# Euroschinus aoupiniensis
Espèce
Statut de conservation UICN

 VU  : Vulnérable
Euroschinus aoupiniensis est une espèce de plantes de la famille des Anacardiaceae.

## Distribution
Cette plante est endémique de Nouvelle-Calédonie.

## Systématique
L'espèce Euroschinus aoupiniensis a été décrite en 1994 par le botaniste français Michel Hoff (d) (1951-),.

## Étymologie
Son épithète spécifique, composée de[Quoi ?] et du suffixe latin -ensis, « qui vit dans, qui habite », fait référence à sa localité type, le mont Aoupinié (en). 

## Publication originale
- Michel Hoff, « Deux espèces nouvelles et révision nomenclaturale des Euroschinus (Anacardiaceae) de Nouvelle-Calédonie », Botanica Helvetica, Birkhäuser Verlag, vol. 104,‎ 1994, p. 123-140 (ISSN 0253-1453 et 1420-9063, DOI 10.5169/SEALS-71621, lire en ligne).